# Председнички избори у САД 1848.
Председнички избори у Сједињеним Државама 1848. били су 16. четворогодишњи председнички избори, одржани у уторак, 7. новембра 1848. После Мексичко-америчког рата, генерал Закари Тејлор из Виговске партије победио је сенатора Луиса Каса из Демократске партије.
Упркос Тејлоровим нејасним политичким опредељењима и уверењима, и виговском противљењу Мексичко-америчком рату, Национална конвенција вигова из 1848. номиновала је популарног генерала уместо партијских верника као што су Хенри Клеј и Данијел Вебстер. За потпредседника, Виговци су номиновали Миларда Филмора, њујоршког вига познатог по својим умереним ставовима о ропству. Актуелни председник Џејмс К. Полк, демократа, поштовао је своје обећање да неће тражити реизбор, остављајући номинацију своје странке отвореном. Демократска национална конвенција из 1848. номиновала је сенатора Луиса Каса из Мичигена након што је бивши председник Мартин ван Бјурен повукао своју понуду за други мандат због спора око платформе. Ван Бјурен је изашао из своје странке да би предводио Партију слободног тла, која се противила проширењу ропства на територије.
Виговски избор Закарија Тејлора направљен је скоро из очаја; није био јасно привржен Виговским принципима, али је био популаран због вођења ратних напора. Демократе су имале евиденцију о просперитету и стекле су мексичку цесију и делове државе Орегон. Изгледало је готово сигурно да ће победити осим ако Виговци не изаберу Тејлора. Тејлор је освојио већи број гласова и већину електорских гласова, док је Ван Бјурен освојио 10,1% гласова, што је добар резултат за кандидата треће странке.
Тејлорова победа учинила га је другим од два вига који су победили на председничким изборима, после победе Вилијама Хенрија Харисона на председничким изборима 1840. године. Као и Харисон, Тејлор је умро током свог мандата, а наследио га је Филмор.